# Salomon Kleiner
Salomon Kleiner (* 4. März 1700 in Augsburg; † 25. März 1761 in Wien) war ein Vedutenzeichner und Kupferstecher.

## Leben

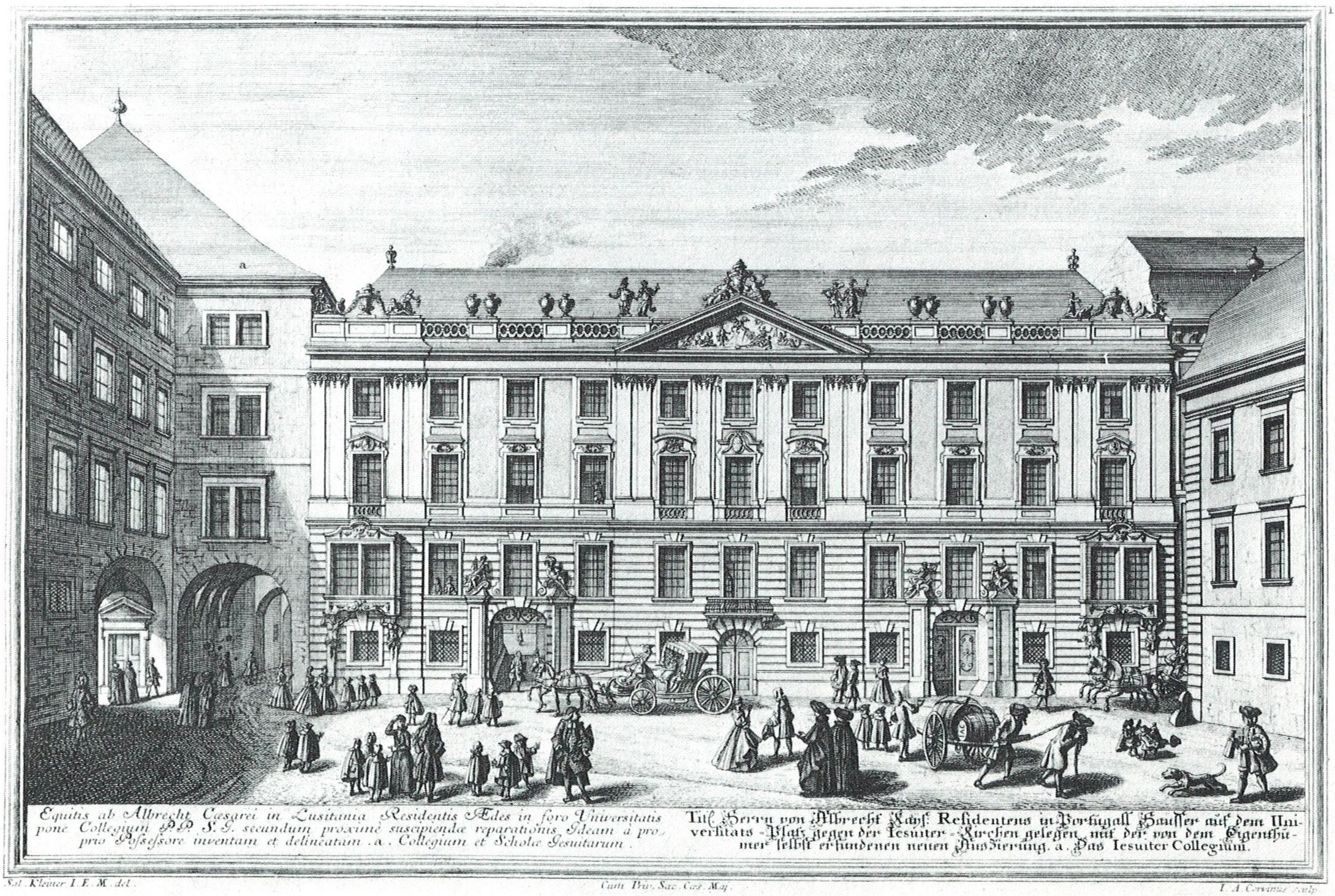
Ansicht des Wiener Palais Albrecht, Stich um 1726

Salomon Kleiner war der Sohn eines Gerichtsprokurators und späteren Notars gleichen Namens, der aus Lindau kam. Seine Mutter, die Augsburgerin Maria Rosina Roggin, starb kurz nach seiner Geburt. Mit 15 oder 16 Jahren kam er zum Augsburger Kupferstecher Johann August Corvinus in die Lehre.
Seit 1720 lebte er in Wien, wo er im Auftrag der Augsburger Kunstverleger Johann Andreas Pfeffel (1674–1748) und Jeremias Wolff die Klöster, Kirchen, Profanbauten, Straßen und Plätze der Kaiserstadt zu zeichnen begann, deren Stichreproduktionen in einer groß angelegten Folge von Wiener Veduten zwischen 1724 und 1737 herausgegeben wurden. Er verließ Wien für längere Zeit nur für den von Lothar Franz von Schönborn erteilten Auftrag, die Schönbornschen Schlösser in Pommersfelden (Schloss Weißenstein) und Mainz (Schönborner Hof, Lustschloss Favorite) zu zeichnen (1723–1726). Seine Arbeit wurde dort hoch geschätzt und er bekam 1724 den Titel „Chur-Mainzischer Ingenieur“. Nach diesen Arbeiten kehrte Kleiner vermutlich 1727 wieder nach Wien zurück, um sein Vedutenwerk fortzusetzen. 1727/28 sind die Zeichnungen Salomon Kleiners zum Augsburger Rathaus in der Staats- und Stadtbibliothek Augsburg datiert, die 1732 bei Jeremias Wolffs Erben gedruckt wurden. 1744 entstand sein Kupferstich Stift Göttweig. Seit 1746 wirkte Kleiner als Professor am Theresianum. Ab 1750 entstanden Illustrationen zu den Monumenta Augustae Domus Austriacae. Kleiner wohnte in Wien in der Josefstadt. Dort starb er im Haus Zur goldenen Schlange.

## Werk

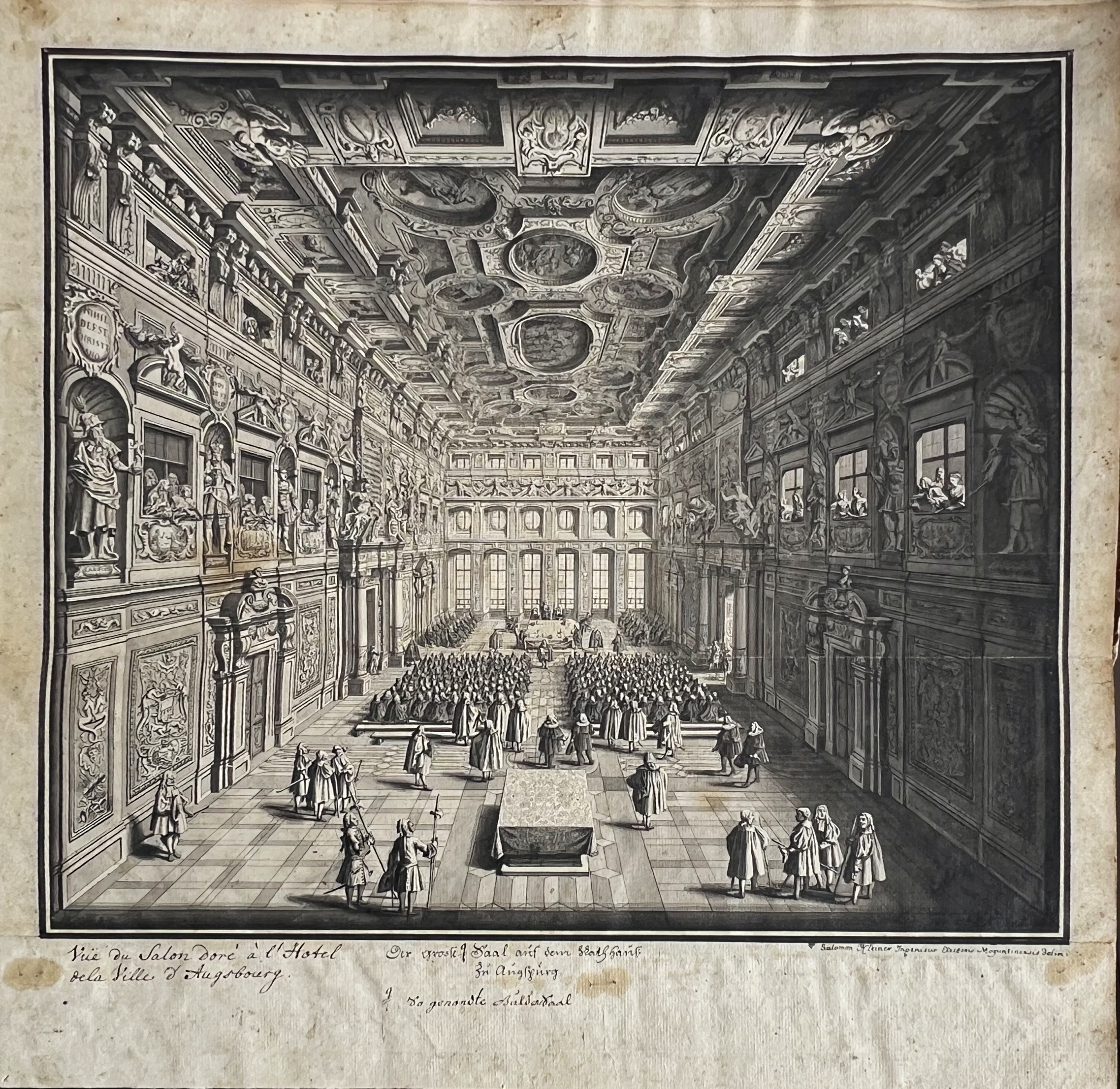
Goldener Saal von Rathaus Augsburg, Originalzeichnung

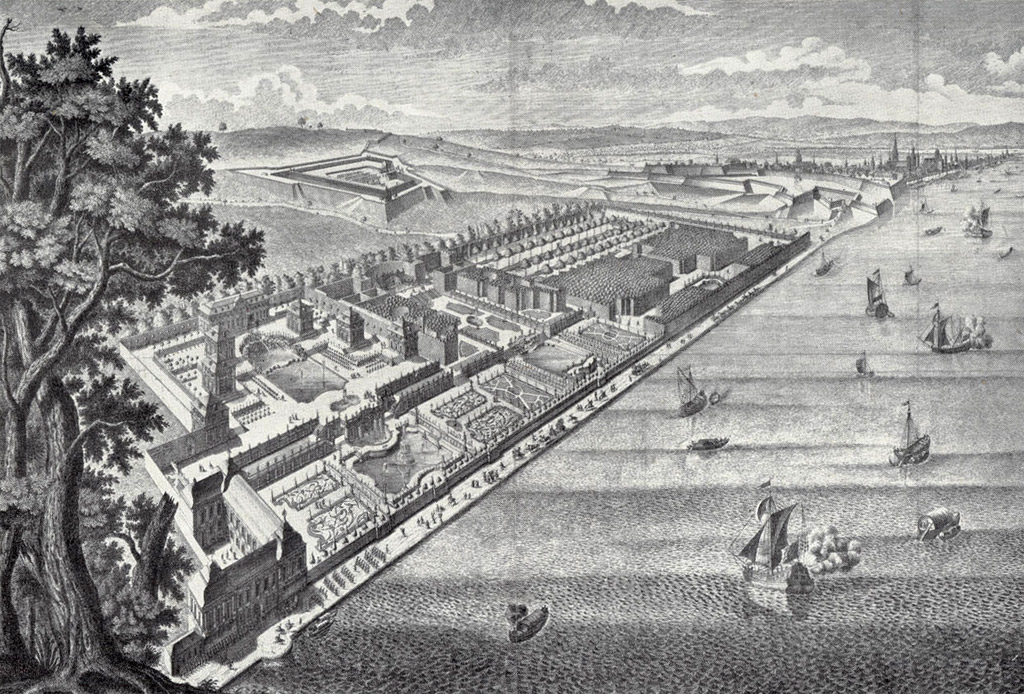
Gesamtansicht der Mainzer Favorite, Stich von 1726

Mit seinen Stadtveduten und Ansichten schuf Kleiner Werke, die für seine fürstlichen und patrizischen Auftraggeber höchsten Repräsentationswert besaßen. Auf Grund ihrer Genauigkeit und Detailtreue sind sie darüber hinaus herausragende Dokumente der Baukultur und des Städtebaus. Seine Zeichnungen waren zudem Grundlage für zum Teil mehrfach nachgeahmte Kupferstiche und Radierungen, so seine Vorzeichnung einer mit 1725 datierten Gesamtansicht Würzburgs. In vielen Fällen sind seine Stiche heute die einzigen Quellen, die die ursprüngliche Form der Bauten mit ihrer originalen Möblierung und Ausstattung zeigen. Kleiners Gesamtwerk ist vor allem ein einzigartiges Kompendium der Barockarchitektur in Süddeutschland und Österreich.
- Residences Memorables De l’incomparable Heros de nôtre Siecle ou Representation exacte des Edifices et Jardins de Son Altesse Serenissime Monseigneur Le Prince EUGENE FRANCOIS Duc de Savoye et de Piemont … Schloss Belvedere und die dazugehörigen Gärten (1731–1740); Augsburger Verlag Jeremias Wolff Erben, (Stadtbibliothek Mainz (Sign. 731 f 1 (R)))
- Vera et accurata delineatio omnium templorum et coenobiorum quae tam in caesarea urbe ac sede Vienna, Austriae, quam in circumjacentibus suburbijs ejus reperiuntur. Kleiners berühmte Ansichten von Wien. Online bei archive.org: Teil 1 und Teil 2